# 1115

## Догађаји
- Краљ Балдуин I од Јерусалима наручио је изградњу крсташког замка у Монтреалу (који се налази у Јордану) током експедиције против селџучких Турака.
- 11. фебруар – Битка код Велфесхолца: Војвода Лотар III Саксонац придружио се побуњеним саксонским снагама и поразио немачку царску војску цара Хајнриха V код Велфесхолца, у Саксонији-Анхалту (данашња Немачка).
- 24. јул – Матилда, маркгрофица Тоскане, умрла је код Бондена. Током своје владавине водила је повремене ратове са царем Хајнрихом IV око права наследства својих феуда у Ломбардији и Тоскани.
- 14. септембар — Битка код Сармина: Крсташи, под командом принца Руђера од Салерна, изненадили су и поразили селџучку турску војску (око 8.000 људи), коју је предводио емир Бурсук ибн Бурсук, код Сармина (данашња Сирија). Бурсук једва избегава заробљавање и бежи са неколико стотина коњаника. Роџер поново заузима тврђаву Кафартаб и учвршћује своју територију око Антиохије.
- Династију Ђин (или Велики Ђин) створио је племенски поглавар Џурчена, Таизу (или Агуда). Он је успоставио систем двоструке администрације: бирократију кинеског типа која ће владати северном и североисточном Кином.
- Деветнаестогодишњи Минамото но Тамејоши, јапански племић и самурај, стиче признање гушењем побуне против цара Тобе у манастиру близу Кјота .
- Микстечки владар Осам Јелена Јагуарове Канџе (или 8 Јелена) поражен је у бици и жртвован од стране коалиције градова-држава, коју је предводио његов зет Четири Ветра, код Тилантонга у региону Микстека Алта (данашњи Мексико).
- Петер Абелар, француски схоластички филозоф, постаје управник катедрале Нотр Дам и упознаје Елоизу д'Аржантеј.
- Бернар, француски опат и главни вођа у реформи бенедиктинског монаштва у Француској, основао је опатију Клерво.

### Децембар
- Википедија:Непознат датум — Балдуин Јерусалимски изградио Крак де Монтреал, једну од најјачих крсташких тврђава у Светој земљи
- Википедија:Непознат датум — Оснивање Господства Трансјордан

## Смрти
- Магнус Ерлендсон, гроф од Оркнија

- Матилда од Тоскане

- Олег I од Чернигова

- Петар Пустињак